# Sunitha Rao
Sunitha Rao est une joueuse de tennis indienne et américaine née le 27 octobre 1985 dans le New Jersey aux États-Unis. Elle est droitière et termine sa carrière en 2009, après son dernier match en double féminin aux Jeux olympiques en 2008 à Beijing en Chine.

## Biographie
Sunitha Rao a un revers des deux mains avec  une taille de cent soixante dix centimètres (170 cm) elle débute en 2000 dans un club où ses parents immigrés aux Etats Unis l'inscrivent, avant de se lancer professionnellement en 2004. Sa meilleure position au classement WTA est 144-ème mondiale en simple. Elle totalise trois cent vingt et neuf (329) matchs pour cent soixante cinq (165) victoires. Elle remporte huit titres en double durant sa carrière et atteint la cent huitième (108e) place en double.
Sunitha Rao est à plusieurs reprises membre de l'équipe d'Inde de Fed Cup notamment la Fed Cup 2007 et 2008. Pendant ses cinquante dernières confrontations en terre battue, gazon, salle elle a un bilan plutôt mitigé.
Elle est aussi une actrice de cinéma, elle incarne divers personnages comme dans le film Pranali :The tradition sorti en 2008.
Sunitha Rao est aussi une femme d'affaires, elle investit dans l'immobilier.[réf. nécessaire]

## Statistiques
| Année   | Sommaire | Durée   | Terre battue | Salle   | Carpet | Gazon   | Acryl |
| 2009    | 0/6      | 0/4     | 0/1          | 0/1     | 0/0    | 0/0     | 0/0   |
| 2008    | 27/27    | 15/16   | 5/6          | 2/3     | 0/0    | 5/2     | 0/0   |
| 2007    | 25/23    | 24/18   | 0/2          | 1/3     | 0/0    | 0/0     | 0/0   |
| 2006    | 22/26    | 16/17   | 5/3          | 0/4     | 0/0    | 1/2     | 0/0   |
| 2005    | 28/28    | 16/15   | 6/5          | 4/5     | 0/0    | 2/3     | 0/0   |
| 2004    | 33/23    | 28/17   | 2/3          | 3/3     | 0/0    | 0/0     | 0/0   |
| 2003    | 12/19    | 3/10    | 4/6          | 0/0     | 0/0    | 5/3     | 0/0   |
| 2002    | 17/10    | 13/7    | 4/3          | 0/0     | 0/0    | 0/0     | 0/0   |
| 2001    | 1/2      | 1/2     | 0/0          | 0/0     | 0/0    | 0/0     | 0/0   |
| Total   | 165/164  | 116/106 | 26/29        | 10/19   | 0/0    | 13/10   | 0/0   |
| réus. % | 50.15 %  | 52.25 % | 47.27 %      | 34.48 % | 0 %    | 56.52 % | 0 %   |

## Palmarès
- 2008 : jeux olympiques de Beijing en Chine, elle termine à la neuvième (9e) place en double.